# Distrito Central (condado de Abadeh)
O distrito Central do condado de Abadeh é um distrito (bakhsh) no condado de Abadeh, da província de Fars, no Irã. No censo de 2006, sua população era de 87 203 habitantes, em 23 387 famílias. O distrito tem cinco cidades: Abadeh, Soghad, Bahman, Izadkhvast e Surmaq, e possui cinco distritos rurais (dehestan): Bahman, Bidak, Izadkhvast, Khosrow Shirin e Surmaq. O distrito rural de Khosrow Shirin foi translado ao distrito, do distrito Central do condado de Eqlid, em 26 de abril de 2007, devido à demanda popular.